# Javier Echevarría Iruarrizaga
Javier Echevarría Iruarrizaga (Bilbao, 25 de juliol de 1964) és un exfutbolista basc, que ocupava la posició de porter.

## Trajectòria
Comença a destacar al Sestao Sport, amb qui guanya el Trofeu de millor porter de Segona Divisió de la temporada 86/87. L'any següent fitxa per la UD Las Palmas, amb qui debuta a la màxima categoria, encara que és suplent i només disputa cinc partits. A la 88/89 és suplent al Reial Oviedo, tot romanent inèdit. Fitxa llavors pel RCD Espanyol, on només juga un encontre en dues temporades. Recupera la titularitat la temporada 91/92, quan marxa al Palamós CF, de Segona Divisió.